# Открытый чемпионат США по теннису 2003
Открытый чемпионат США по теннису 2003 года — 123-й розыгрыш ежегодного профессионального теннисного турнира серии Большого шлема, проводящегося в американском городе Нью-Йорк на кортах местного Национального теннисного центра. Победители соревнования выявлялись в семи разрядах: в пяти — у взрослых и двух — у старших юниоров.
В 2003 году матчи основных сеток прошли с 25 августа по 7 сентября. Соревнование традиционно завершало сезон турниров серии в рамках календарного года.

## Соревнования

### Взрослые

#### Мужчины. Одиночный турнир
Энди Роддик обыграл  Хуана Карлоса Ферреро со счётом 6-3, 7-6(2), 6-3.
- Роддик выиграл единственный в карьере титул Большого шлема.
- Роддик выиграл 6-й одиночный титул в сезоне и 11-й за карьеру в основном туре ассоциации.
- Ферреро сыграл 2-й финал в сезоне и 3-й за карьеру в серии Большого шлема.
- Ферреро сыграл 5-й одиночный финал в сезоне и 19-й за карьеру в основном туре ассоциации.

#### Женщины. Одиночный турнир
Жюстин Энен-Арден обыграла  Ким Клейстерс со счётом 7-5, 6-1.
- Энен-Арден выиграла 2-й титул Большого шлема в сезоне и за карьеру.
- Энен-Арден выиграла 7-й одиночный титул в сезоне и 13-й за карьеру в основном туре ассоциации.
- Клейстерс сыграла 2-й одиночный финал Большого шлема в сезоне и 3-й за карьеру.
- Клейстерс сыграла 10-й одиночный финал в сезоне и 29-й за карьеру в основном туре ассоциации.

#### Мужчины. Парный турнир
Йонас Бьоркман /  Тодд Вудбридж обыграли  Боба Брайана /  Майка Брайана со счётом 5-7, 6-0, 7-5.
- Бьоркман выиграл 2-й парный титул Большого шлема в сезоне и 6-й за карьеру.
- Бьоркман выиграл 3-й парный титул в сезоне и 32-й за карьеру в основном туре ассоциации.
- Вудбридж выиграл 2-й парный титул Большого шлема в сезоне и 15-й за карьеру.
- Вудбридж выиграл в 3-й раз местный парный турнир (до этого в 1995 и 1996 годах совместно с Марком Вудфордом).
- Вудбридж выиграл 3-й парный титул в сезоне и 77-й за карьеру в основном туре ассоциации.

#### Женщины. Парный турнир
Вирхиния Руано Паскуаль /  Паола Суарес обыграли  Светлану Кузнецову /  Мартину Навратилову со счётом 6-2, 6-3.
- Руано Паскуаль и Суарес выигрывают 1-й совместный титул в сезоне и 4-й за карьеру на соревнованиях серии. На турнире в США они победили в второй раз подряд.
- Руано Паскуаль выиграла 4-й парный титул в сезоне и 22-й за карьеру в основном туре ассоциации.
- Суарес выиграла 4-й парный титул в сезоне и 29-й за карьеру в основном туре ассоциации.

#### Микст
Катарина Среботник /  Боб Брайан обыграли  Лину Красноруцкую /  Даниэля Нестора со счётом 5-7, 7-5, 7-6(10-5).
- Среботник выиграла 1-й титул в сезоне и 2-й за карьеру на соревнованиях Большого шлема в миксте.
- Брайан выиграл дебютный титул Большого шлема в миксте.

### Юниоры

#### Юноши. Одиночный турнир
Жо-Вильфрид Тсонга обыграл  Маркоса Багдатиса со счётом 7-6(4), 6-3.

#### Девушки. Одиночный турнир
Кирстен Флипкенс обыграла  Михаэллу Крайчек со счётом 6-3, 7-5.